# C-4 (Cercanías Madrid)
Lijn C-4, of afgekort C-4, is een spoorlijn van de Cercanías Madrid.
Het 62 kilometer lange traject loopt van Parla (zuid) naar Alcobendas en Colmenar Viejo (noord). In het noorden heeft de lijn twee takken. De lijn loopt door Parla, Getafe en Madrid.

## Het traject
De lijn is in 1981 geopend en de laatste verlenging was op 10 juli 2008.
Er liggen zeventien stations aan het traject en er worden zeven plaatsen aangedaan.

## Toekomst
Omdat de lijn sinds 10 juli 2008 is doorgetrokken naar Alcobendas en Colmenar Viejo, is de lijn gaan rijden via de túnel de la risa. Deze tunnel loopt van Atocha naar Chamartín. In de toekomst, in 2009, zouden er twee nieuwe stations geopend worden, waaronder Sol.
Ook kan in het zuidelijke Parla de lijn verder getrokken worden naar het nieuwe ziekenhuis.
| Parla                                 |
| Getafe Sector 3                       |
| Getafe Centro                         |
| Las Margaritas-Universidad            |
| Villaverde Alto                       |
| Villaverde Bajo                       |
| Atocha                                |
| Nuevos Ministerios                    |
| Chamartín                             |
| Fuencarral                            |
| Cantoblanco Universidad               |
| tak naar Alconbendas                  |
| Universidad Pontficia Comillas        |
| Valdelasfuentes                       |
| Alcobendas-San Sebastián de los Reyes |
| tak naar Colmenar Viejo               |
| El Goloso                             |
| Tres Cantos                           |
| Colmenar Viejo                        |